# Ígor II de Kiev

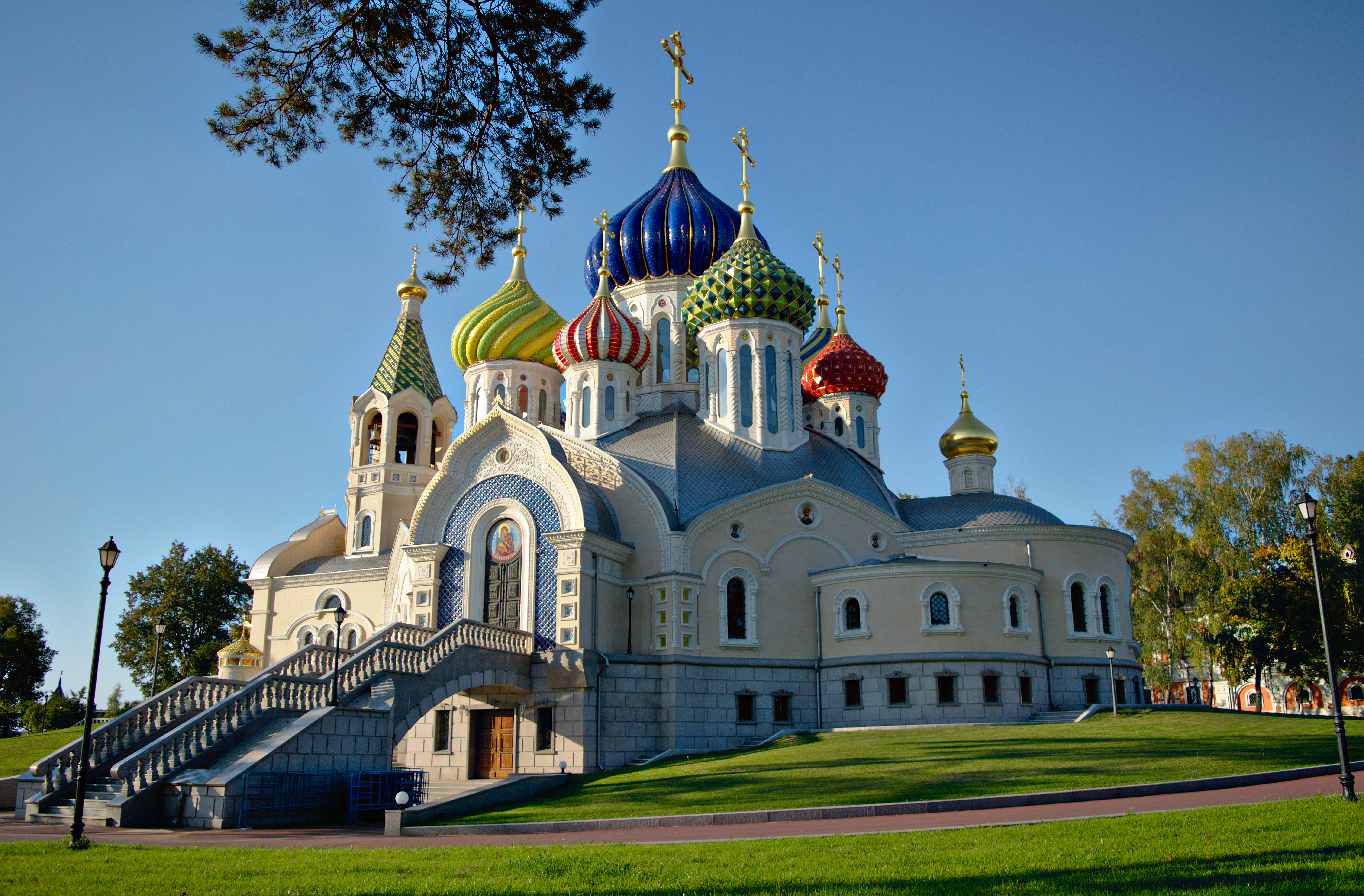
Igreja de São Ígor de Czernicóvia em Moscou

Ígor II ou Inguar II de Kiev, também conhecido como Ígor Filho de Olegue (em ucraniano: Ігор Ольгович; romaniz.: Ihor Ol'hovych; em russo: Игорь Ольгович; romaniz.: Igor Ol'govich) foi grão-príncipe de Quieve em 1146. Era filho de Olegue I e após sua morte tornar-se-ia santo. Apesar de não ser o primeiro na sucessão, seu irmão Usevolodo II lhe fez sucessor em Quieve, persuadindo e intimidando os nobres dos principais Estados rus. Assim que assumiu, Ígor sentiu a resistência da nobreza, que só alegou aceitá-lo como príncipe caso fizesse concessões e revogasse algumas medidas de seu irmão. Diante da pressão, concordou em fazê-lo, mas isso não impediu que tumultos eclodissem em Quieve. Em meio ao problema surgido, enviou seu irmão Usevolodo II, a quem prometeu diante do povo o cogoverno, para pedir ajuda a Iziaslau I em Pereslávia, mas os quievanos, como contra-medida, ofereçam ao último o governo.

## Vida
Ígor era filho de Olegue I e irmão mais novo de Usevolodo II e mais velho de Esvetoslau II. Usevolodo atingiu o zênite do poder político da Rússia de Quieve ao se tornar príncipe sênior de sua dinastia (Olgoviques) e grão-príncipe de Quieve. Ígor era o segundo na ordem de senioridade e teria como missão manter a supremacia dos Olgoviques na Rússia, consolidar a superioridade dos Olgoviques sobre seus filhos Davidoviques e suceder seu irmão como grão-príncipe e, para tal, contaria com ajuda de seu irmão Esvetoslau. Em 1145, Ígor foi designado herdeiro de Usevolodo no trono de Quieve e Usevolodo persuadiu e intimidou nobres do Principado de Czernicóvia, de Quieve e da dinastia dos Monômacos para jurar-lhe lealdade. Isso lhe garantiu uma sucessão pacífica em 1146.
Ígor convocou os quievanos à corte de Jaroslávia para lhe jurar aliança e negociar os termos de seu reinado. Os convidados beijaram a Vera Cruz, como era rito, mas se recusaram a reconhecê-lo como príncipe. Em vez disso, foram ao podol onde tradicionalmente se encontravam em veche (assembleia) e convocaram Ígor para beijar a Vera Cruz para todos os seus termos, numa clara demonstração de desconfiança; a julgar por relatos de cronistas, seus coetâneos, incluindo outros príncipes, eram hostis a ele e os Olgoviques, e de acordo com uma fonte tardia, Usevolodo havia coagido os quievanos a aceitá-lo, mas não gostavam ou queriam-o como príncipe. Ígor enviou seu irmão Esvetoslau para negociar em seu nome, enquanto se dirigiu com sua druzina (comitiva) à área baixa da cidade, em distância segura dos quievanos.
Os irmãos propuseram agir como cogovernantes. Quando Esvetoslau negociou com os quievanos, instruíram-o a beijar a Ver Cruz em seu próprio nome e em nome de seu irmão, bem como o fizeram prometer que ele e Ígor julgariam suas queixas. Finalmente, depois que Esvetoslau concordou com seus termos,  proclamaram: "Ígor, seu irmão é nosso príncipe e você também", e prometeram não trair nem um nem o outro. Outrossim, tentando conseguir maiores concessões, o veche se queixou contra práticas dos administradores de Usevolodo (tiuni), Ratxa e Tudor, e exigiu que Ígor não tolerasse tal atividade durante seu reinando, nem renomeasse os oficiais de seu irmão. Ígor concordou e concedeu aos quievanos o direito de escolher os administradores. Segundo os cronistas, depois que Ígor beijou a Vera Cruz e foi jantar, os cidadãos saquearam o tribunal de Ratxa e outros funcionários. Ígor enviou Esvetoslau para acabar com o tumulto e convocou Iziaslau I em Pereslávia para ajudar, mas ele se recusou e os quievanos convidaram-o para ser príncipe.
Ígor enviou emissários aos Davidoviques Vladimir e seu irmão Iziaslau em Czernicóvia perguntando se honrariam os juramentos. Eles tomaram vantagem de sua fraqueza para exigir domínios novos (as fontes não indicam quais, mas podem ter sido em Czernicóvia, na margem direita do rio Dniepre). Ígor cedeu à extorsão, razão pelo qual beijaram a Vera Cruz "a Ígor e Esvetoslau". Segundo o cronista do Códice de Hipácio, logo após jurarem lealdade na Catedral da Transfiguração de Nosso Senhor, seguiram a Quieve. Bispo Onofre, diante de quem juraram lealdade, proclamou aos sacerdotes que se alguém violasse a promessa feita aos Olgoviques, seria detido. Em Quieve, em consequência da traição quievana, Ígor repudiou sua promessa e renomeou dois antigos oficiais de Usevolodo: Ulebo e o voivoda Ivã Voitixique. As nomeações tinham por objetivo ganhar o apoio dos cidadãos que os apoiaram no passado. Além disso, para Martin Dimnik, foi estratégica sua decisão de escolher quievanos, em vez de boiardos (nobres) de Czernicóvia, para os postos quievanos. Os nomeados ganharam a confiança dos cidadãos, mas por razões desconhecidas deixaram de apoiar Ígor e se tornaram líderes do grupo pró-Iziaslau. Em seguida, convenceram os Davidoviques a apoiarem a rebelião.